# Молитовний будинок рубачів кошерного м'яса
Молитовний будинок рубачів кошерного м'яса — пам'ятка культурної спадщини України, розташована за адресою вул. Мала Арнаутська, 46а (на розі із вул. Олександра Станкова). Наразі не функціонує як молитовний будинок. Будівля використовується єврейським товариством «Мигдаль».

## Історія

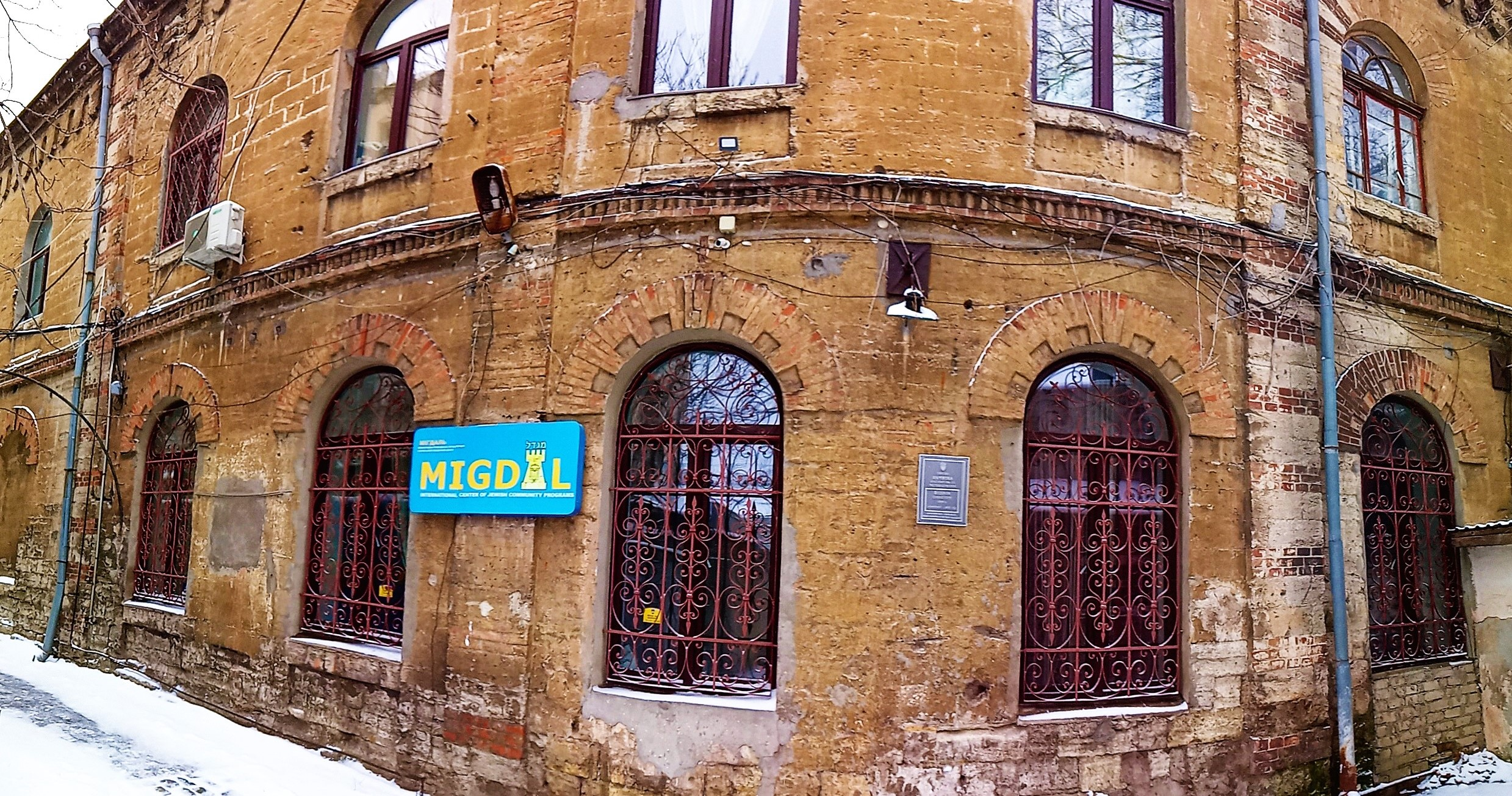
Внутрішній двір будівлі із інформаційною табличкою

Молитовний будинок рубачів кошерного м'яса існувала в Одесі ще у першій половині XIX століття. Товариство рубачів кошерного м'яса було одним із найстаріших у місті, являючись тодішнім аналогом сучасних профспілок. На початку 20-го століття громада вирішила звести нову будівлю молитовного будинку. Проєкт будинку було затверджено у квітні 1909 року. Автор проєкту достовірно не відомий, тому що архівна справа втрачена, але є припущення що автором був відомий на той час одеський архітектор Семен Ландесман.
На початку 1930-х років молитовний будинок був закритий. Його останній староста — Герш-Лейб Веприк — загинув в часи голокосту. Одразу після закінчення війни у будівлі розмістився гурток парашутного спорту, але згодом будівля була відібрана КДБ.
Повернення єврейській громаді будівлі молитовного будинку відбулося після набуття Україною незалежності, у 1991 році. Співробітники КДБ терміново евакуювалися із будівлі, ліквідуючи усі засоби прослуховування і таким чином пошкодили будівлю.
На даний момент у будівлі молитовного будинку розміщується Міжнародний єврейський громадський центр «Мигдаль», а також Одеське товариство єврейської культури і Одеська асоціація колишніх в'язнів концтаборів.

## Архітектура

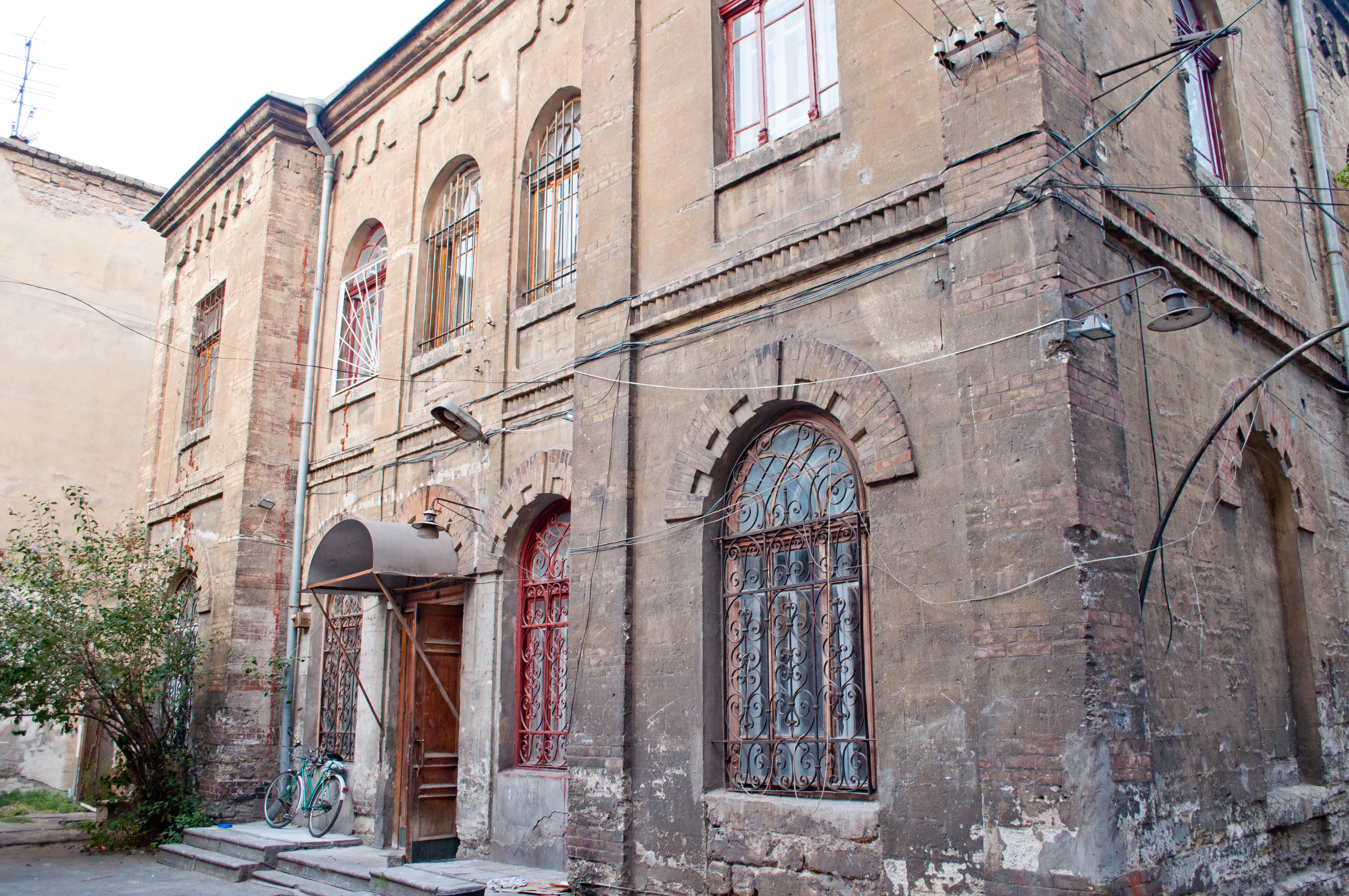
Головний вхід до будівлі

Молитовний будинок розташований на розі вулиць, вівтарною частиною направлений вулицю Олександра Станкова. Із боку вул. Малої Арнаутської до будівлі приникає великий двір із парканом і брамою. Вхід до будинку з заходу, на подвір'ї ділянки.
Архітектура молитовного будинку є подібною до західноєвропейських синагог. Це суттєвих розмірів будівля із вапняку із декором з червоної цегли. Будівля являє собою двоповерховий паралелепіпед середніх розмірів, із 8 вікнами із фасадного боку і 5 — із вівтарного. Фасади будівлі виконані у стилі орієнталізму.